# Mã Lân (Thủy hử)
Mã Lân là một nhân vật trong bộ truyện Thủy Hử, biệt hiệu Thiết Địch Tiên. Ông xếp hạng 67 trong tổng số 108 đầu lĩnh Lương Sơn Bạc.

## Xuất thân
Mã Lân được miêu tả cao to và cường tráng khỏe mạnh. Ông có tài múa đại đao rất giỏi, trăm người không dám đến gần và thổi thiết địch hay nên thường gọi là Thiết Địch Tiên (tiên thổi sáo sắt).
Mã Lân xuất thân là một tên ăn chơi nhàn đãng ở Kiến Khang và sau đó cùng huynh đệ là Tưởng Kính lên Hoàng Môn Sơn nhập bọn với Âu Bằng, Đào Tông Vượng.

## Gia nhập Lương Sơn
Ông là đầu lĩnh đứng thứ 3 trên núi Hoàng Môn cùng với Tưởng Kính, Mã Lân và Đào Tông Vượng. Khi quân Lương Sơn Bạc đánh cướp pháp trường Giang Châu cứu Tống Giang, Đái Tông và hỏa thiêu nhà Hoàng Văn Bính ở thành Vô Vi Quân, lúc rút về Lương Sơn có đi qua núi Hoàng Môn. Ngô Dụng thấy núi địa hình hiểm trở bèn cho dừng lại, Mã Lân cùng ba đầu lĩnh chặn đường, biết trong đó có Tống Công Minh là người trượng nghĩa nên xuống ngựa quy thuận rồi theo về Lương Sơn.
Sau khi Lương Sơn thu phục được Hô Diên Chước, ông cùng chín đầu lĩnh khác đi theo Hô Diên Chước đánh úp phủ Thanh Châu.

## Cái chết
Sau khi quy phục triều đình, Tống Giang cùng các đầu lĩnh khác thảo phạt Phương Lạp. Trong trận ở Ô Long Lĩnh, Mã Lân cùng Yến Thuận dẫn quân đi đánh, nhưng không ngờ bị Thạch Bảo mai phục hai bên vách đá, Thạch Bảo xông ra dùng lưu tinh chùy đập chết Mã Lân cùng Yến Thuận.

## TrongĐãng Khấu Chí
Tại hồi 60, Trần Hy Chân thống lĩnh đại binh đánh Bộc Châu. Vương Anh và Hỗ Tam Nương bị Trần Lệ Khanh giết, Lâm Xung nóng lòng báo thù, trúng kế dụ địch, Mã Lân đoạn hậu bị Loan Đình Phương chém chết.